# Comuna Terebești, Satu Mare
Terebești (în maghiară: Krasznaterebes, în germană: Terebesch) este o comună în județul Satu Mare, Transilvania, România, formată din satele Aliza, Gelu, Pișcari și Terebești (reședința).

## Istorie
Așezarea este atestată într-un document medieval din 1270 unde este menționată ca "Therebes terra vacua". La 3–4 km de hotarul comunei in anul 1936 se mai vedeau urmele unui val de pământ în lungime de cca 2–3 km. Localnicii îi spuneau "drumul lui Traian". Unii istorici apreciază că este vorba de un val roman care pornește de la satul Pișcari și se întinde în direcția Moftinu Mare, trecând prin hotarul comunei Terebești, pe lângă Crasna. Date fiind considerentele amintite se presupune că așezarea Terebești a fost locuită începând cu perioada Daciei romane, dacă nu cumva mai înainte.

## Demografie
Componența etnică a comunei Terebești
     Români (53,7%)
     Romi (34,71%)
     Maghiari (3,27%)
     Ucraineni (3,17%)
     Alte etnii (5,15%)
Componența confesională a comunei Terebești
     Ortodocși (71,08%)
     Penticostali (15,29%)
     Romano-catolici (4,77%)
     Fără religie (1,66%)
     Alte religii (2,63%)
     Necunoscută (4,56%)
Conform recensământului efectuat în 2021, populația comunei Terebești se ridică la 1.864 de locuitori, în creștere față de recensământul anterior din 2011, când fuseseră înregistrați 1.750 de locuitori. Majoritatea locuitorilor sunt români (53,7%), cu minorități de romi (34,71%), maghiari (3,27%) și ucraineni (3,17%). Din punct de vedere confesional, majoritatea locuitorilor sunt ortodocși (71,08%), cu minorități de penticostali (15,29%), romano-catolici (4,77%) și fără religie (1,66%), iar pentru 4,56% nu se cunoaște apartenența confesională.

## Politică și administrație
Comuna Terebești este administrată de un primar și un consiliu local compus din 11 consilieri. Primarul, Mariana Nicoleta Avorniciți[*], de la Partidul Social Democrat, este în funcție din 2012. Începând cu alegerile locale din 2024, consiliul local are următoarea componență pe partide politice:
|  | Partid                           | Consilieri | Componența Consiliului | Componența Consiliului | Componența Consiliului | Componența Consiliului | Componența Consiliului |
|  | -------------------------------- | ---------- | ---------------------- | ---------------------- | ---------------------- | ---------------------- | ---------------------- |
|  | Partidul Social Democrat         | 5          |                        |                        |                        |                        |                        |
|  | Partidul Național Liberal        | 3          |                        |                        |                        |                        |                        |
|  | Alianța pentru Unirea Românilor  | 1          |                        |                        |                        |                        |                        |
|  | Uniunea Ucrainenilor din România | 1          |                        |                        |                        |                        |                        |
|  | Forța Dreptei                    | 1          |                        |                        |                        |                        |                        |

## Obiective memoriale
- Casa Memorială „Aloisie Tăutu”